# Архітектура Англії

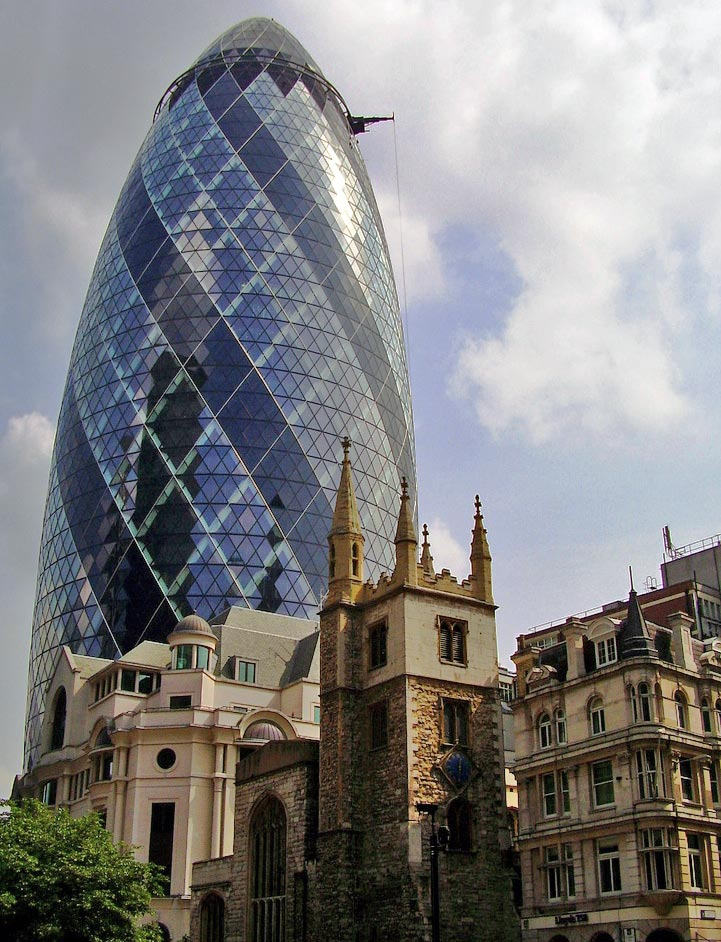
Проєкт Нормана Фостера 'Огірок' (2004) височіє над церквою Святої Олени Бішопсгейт в Лондоні

Термін архітектура Англії охоплює архітектуру на території нинішньої країни Англії і в історичному Королівстві Англії. Термін може також бути використаний для позначення будівель, створених під англійським впливом або англійськими архітекторами в інших частинах світу, особливо в англійських, а потім британських колоніях та Імперії, яка переросла у Співдружність націй.
Крім англо-саксонської архітектури, основні форми ненародної архітектури в Англії до 1900 року виникли в інших місцях Західній Європі, головним чином у Франції та Італії, хоча архітектура 20-го століття в стилі модернізм виникла під європейськими і американськими впливами. Кожен з цих іноземних стилів був асимільований в англійську архітектурну культуру і породив локальні варіації та інновації, створивши самобутні національні форми. Серед найхарактерніших стилів, що утворились в Англії, — перпендикулярна готика пізнього середньовіччя, висока вікторіанська готика і «стиль королеви Анни».

## Доісторична архітектура

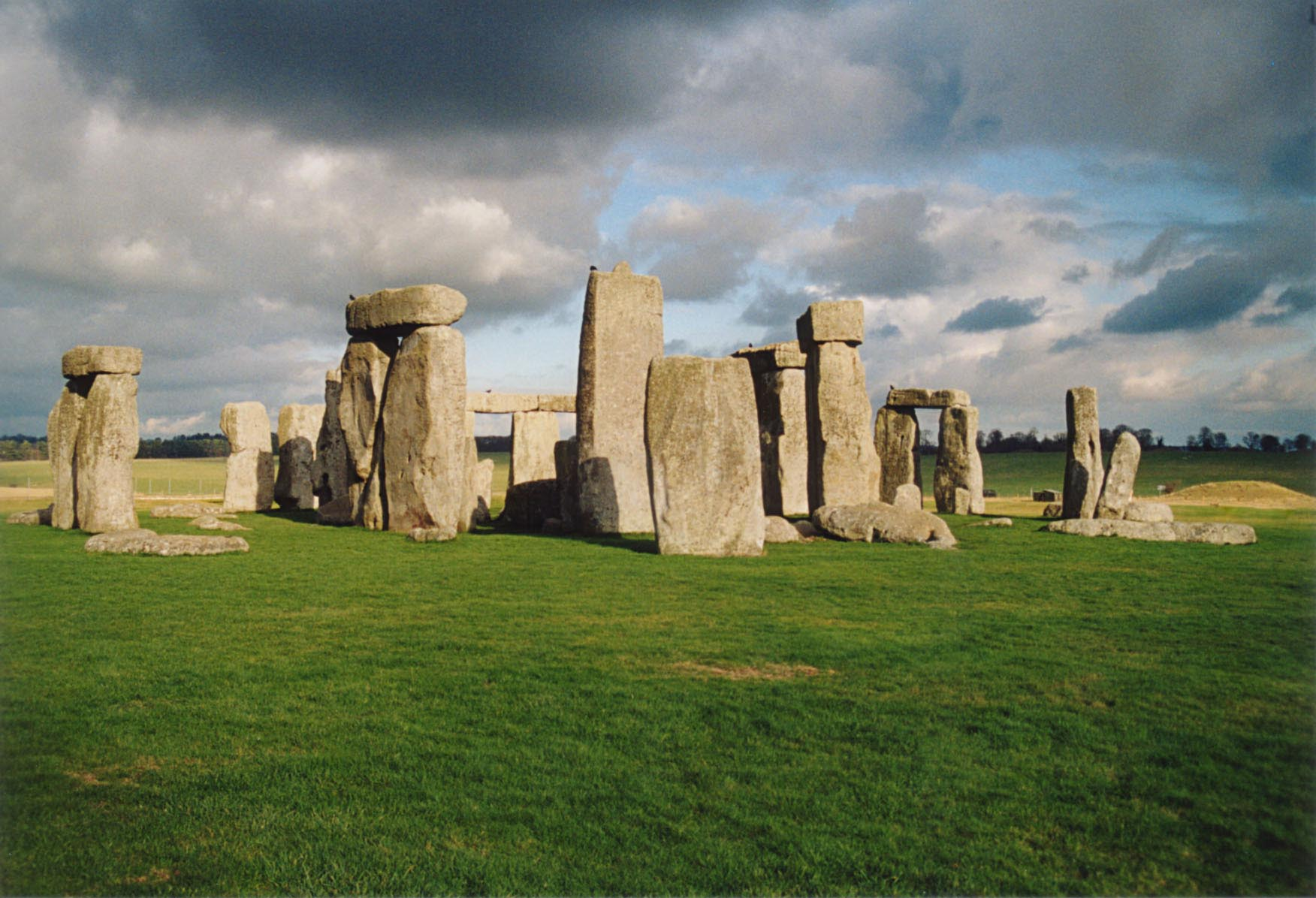
Стоунхендж

Найранніми відомими прикладами архітектури в Англії є мегалітичні гробниці неоліту, наприклад, Вейландська кузня і Вест Кеннет Лонг Барроу. Такі кромлехи поширені на більшій частині Атлантичної Європи: сучасній Іспанії; Бретані; Великій Британії та Ірландії. Радіовуглецеве датування показало, як зазначає історик Джон Девіс, що вони є «першою суттєвою, постійною спорудою людини, і що найранішні з них майже на 1500 років старше перших єгипетських пірамід.»
Неолітичні генджі в Ейвбері і Стоунхенджі є двома найбільшими і найвідомішими мегалітичними пам'ятками в світі. Споруда вважається річним календарем, але причина такого масивного розміру невідома з достатньою точністю, припущення включають сільське господарство, культове використання та інтерпретацію космосу. З іншими довколишніми пам'ятками, в тому числі Сілбері-Хілл, Бекгемптон Авеню і Вест Кеннет Авеню, вони утворюють об'єкт Всесвітньої спадщини ЮНЕСКО під назвою «Стоунхендж, Ейвбері та прилеглі археологічні об'єкти».
В Англії можна побачити численні приклади архітектури бронзової та залізної доби. Однією з форм є иегалітичні поховальні монументи (окремі кургани або іноді кам'яні ящики, вкриті турами); іншою — земляні оборонні укріплення, знані як городища, такі як Дівочий замок і Замок Кедбері. Археологічні дані свідчать про те, що місцева британська архітектура залізної доби мала тенденцію до круглих будинків (англ. roundhouses).

## Римська архітектура
Римський період сприяв будівництву перших великих будівель у Великій Британії, але дуже мало з них вціліло над землею, крім укріплень. Вони включають частини Адріанового валу, міських стін Честера і прибережні форти, наприклад, в Портчестері, Певенсі і Бург Касл, які вціліли шляхом включення в більш пізні замки. Інші збережені споруди включають маяк в Дуврському замку (зараз частина церкви). У більшості випадків, тільки фундаменти, підлоги і основи стін свідчать про структуру колишніх будівель. Деякі з них були мали великі розміри, напр. палац у Фішборні і терми в Баті. Більш суттєві будівлі римського періоду в Англії суворо дотримувались стилів римських споруд в інших місцях, а традиційні будівельні методи залізної доби залишались у загальному користуванні для більш скромних осель, особливо в сільській місцевості.

## Середньовічна архітектура

### Англосаксонська архітектура

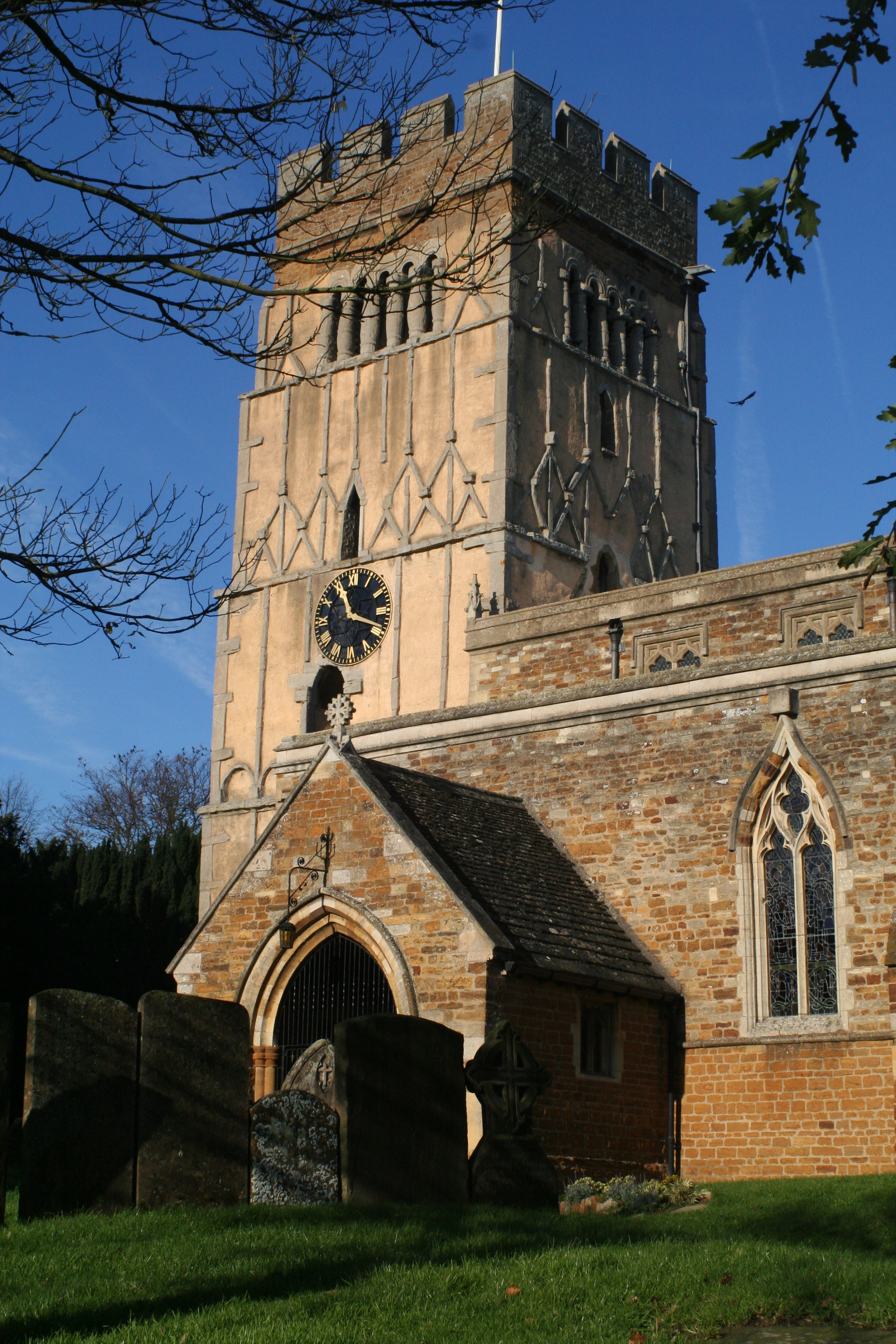
Церква Всіх Святих, Ерлс Бартон

Архітектура англосаксонського періоду збереглася тільки у формі церков, єдиних споруд крім укріплень, які в той час зазвичай будували з каменю. Найранішні зразки датуються 7 століттям, зокрема у Брадвел-он-Сі і Ескомбі, але більшість вцілілих об'єктів — з 10-го і 11-го століть. В результаті систематичного знищення і заміни англійських соборів і монастирів норманами, ніяких великих англосаксонських церков не збереглося; найзбереженіший приклад знаходиться в Бріксворті.
Основним матеріалом був тесаний камінь, який іноді супроводжувався деталі з повторно використаної римської цегли. Англосаксонські церкви, як правило, високі і вузькі і складаються з нави і більш вузького вівтаря; вони часто супроводжуються західною вежею. Деякі мають портик (відкрите приміщення) на захід чи на північ і південь, створюючи хрестоподібний план. Характерні особливості включають «квойни» (англ. quoins) — кладку кутів, чергуючи вертикальні і горизонтальні блоки, і маленькі вікна з закругленим або трикутним верхом, глибоко втоплені або в групах по два-три, поділених приземкуватими колонами. Найпоширенішим видом зовнішньої орнаменту є лізени (тонкі вертикальні або горизонтальні смуги виступаючого каменю), зазвичай у поєднанні з глухою аркадою. Яскраві приклади такого орнаменту можна побачити у Ерлс Бартон, Бредфорд-он-Ейвон і Бартон-апон-Хамбер.

### Норманська архітектура

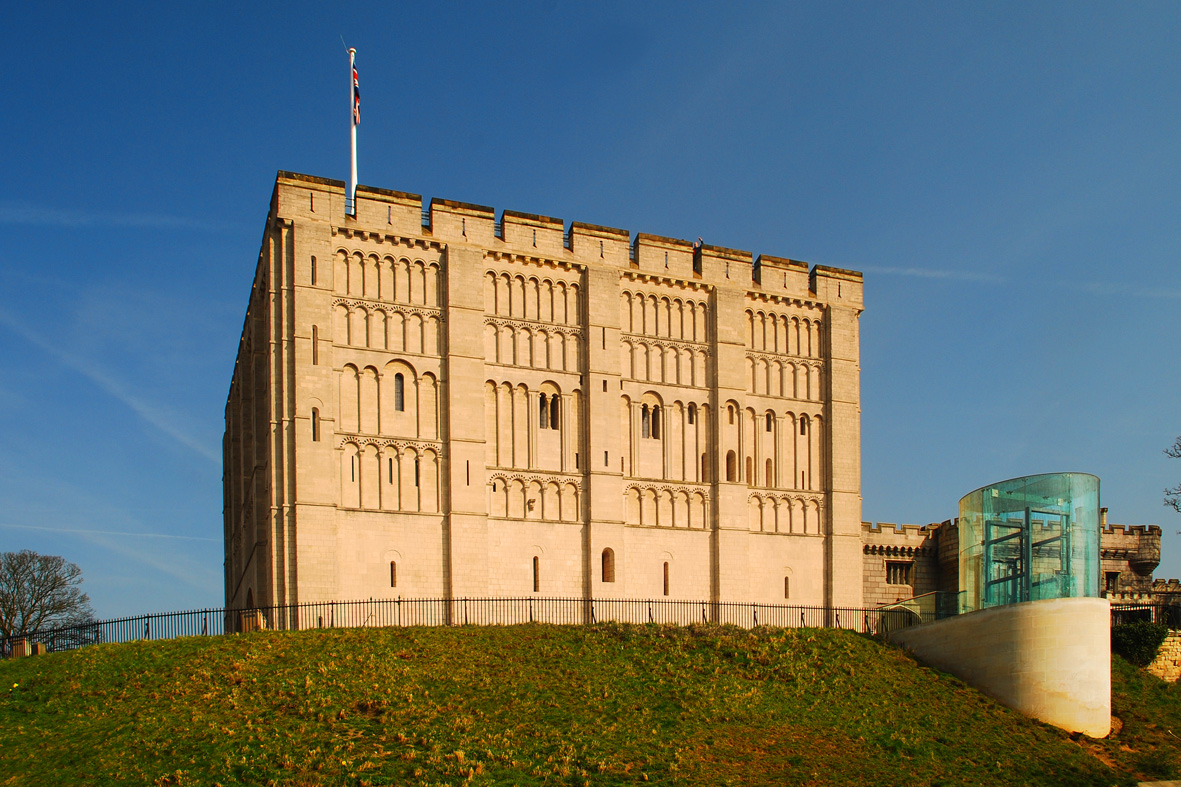
Замок Норвіч: круглі арки характерні для романського стилю

В 11 столітті нормани мали одну з провідних у Європі романську архітектуру; цей стиль вже почав впливати на англійське церковне будівництво до 1066 року, але стала переважним в Англії з величезною хвилею будівництва, яке послідувало після Нормандського завоювання. Нормани знищили більшу частину англійських церков і побудували романські замінники; цей процес охопив всі англійські кафедральні собори. Але більшість з них були пізніше частково або повністю перебудовані в готичному стилі, хоча багато хто все ще зберігає істотні романські частини; Даремський собор практично єдиний залишився переважно романською спорудою (поряд з соборами святого Албана та Саутвела, які належали до абатств в середньовічний період). Навіть Даремський собор має значні перехідні риси між романікою та готикою. Для романських церков були характерні округлі арки, аркади, які спирались на масивні циліндричні стовпи, хрещаті склепіння і барельєфне скульптурне оздоблення. До виключно норманських особливостей належали патерни декоративних шевронів.
Після вторгнення, Вільгельм I і його лорди збудували численні дерев'яні  замки мотт і бейлі, щоб нав'язати свій контроль над місцевими жителями. Багато згодом були перебудовані в кам'яні, починаючи з лондонського Тауера.
Збереглася дуже невелика кількість приватних норманських будівель, наприклад, Єврейський будинок у Лінкольні; особняки у Салтфорді і Бутбі Пагналлі; і укріплені садиби, такі як замок Окем.

### Народна архітектура

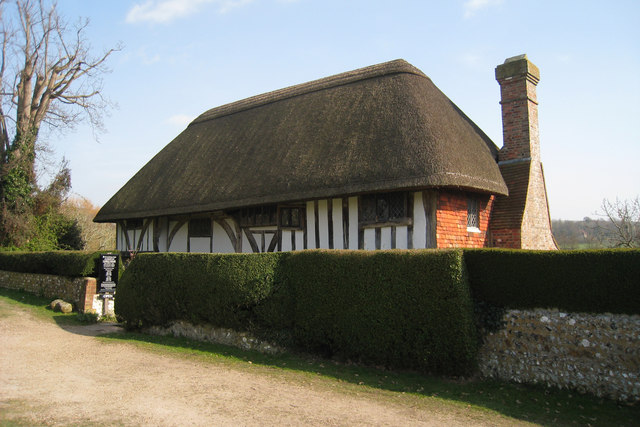
Алфрістонський будинок духовенства

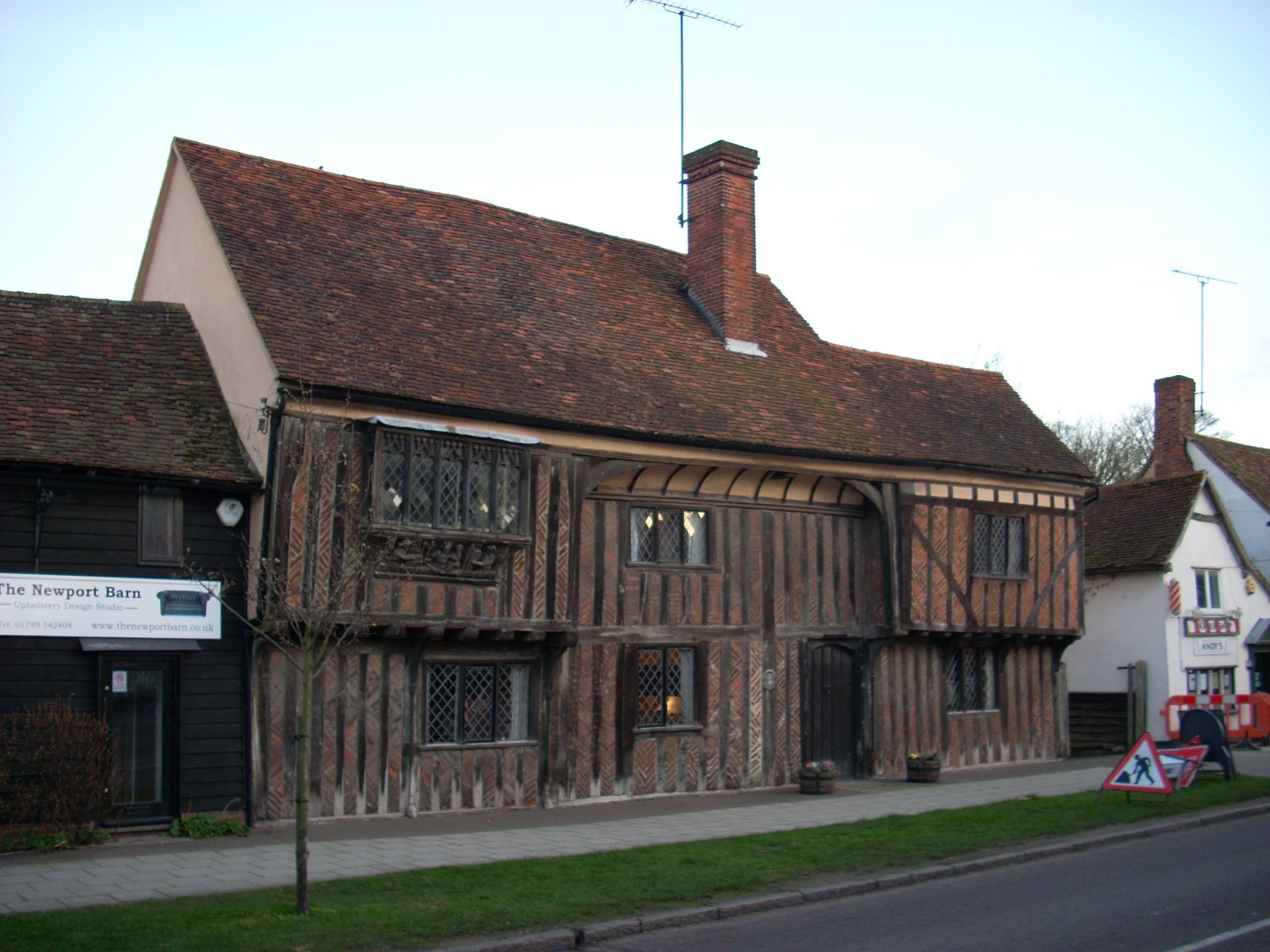
Приклад велденського зального будинку (частково перебудований) — Монкс Барн, Ньюпорт, Ессекс

Мало що вціліло з простонародної архітектури середньовічного періоду через використання для її створення швидкопсувних матеріалів. Більшість житлових будинків були побудовані на дерев'яному каркасі, як правило, з заповненням мазанкою. Дахи, як правило, були вкриті соломою, але використовувався і дерев'яний гонт, а з 12-го століття — черепиця і сланцевий шифер в деяких областях Англії. Приблизно в 12 столітті з'явився вигнутий каркас (cruck), що дозволив збільшити розміри фахверкових будинків. Як правило, будинки цього періоду мали в основі великий зал, відкритий від підлоги до даху. Один відсік на кожному кінці залу був розділений на два поверхи і використовується для обслуговування і окремих кімнат для власника. Будівлі, що збереглися від цього періоду, включають оточені ровом садиби, з яких Айтем Моут є яскравим прикладом пізнього середньовіччя, та велденські зальні будинки, такі як Алфрістонський будинок духовенства.

## Перехідний стиль Тюдор

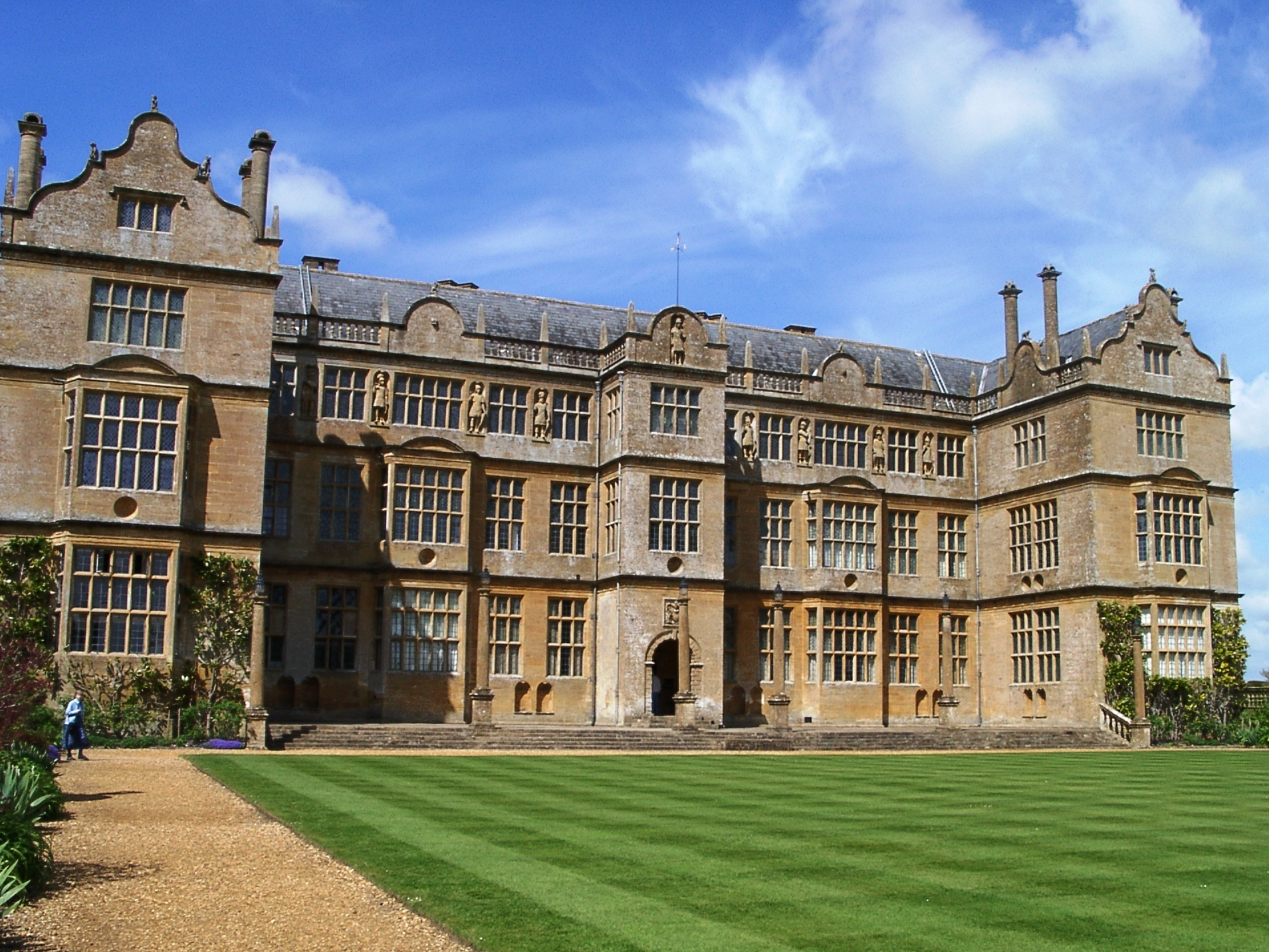
Монтакьют Хаус, поруч з Йовилем, Сомерсет. Побудований 1598 року

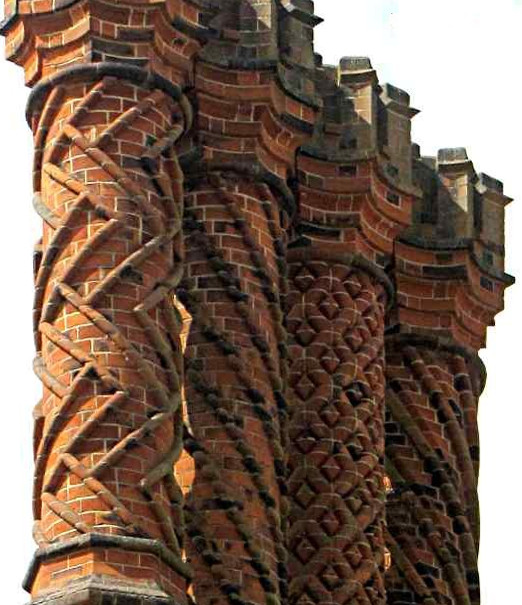
Декоративні димарі Гемптон Корт у стилі Тюдор

Тюдорський період — перехідна фаза, в якій органічна наступність і технічні інновації середньовічної епохи поступалися століттям, в архітектурі яких переважають послідовні спроби відродити історичні стилі.
Стиль Перпендикулярної готики досяг своєї кульмінації в період правління Генріха VII і перші роки правління Генріха VIII, з будівництвом каплиці Королівського коледжу в Кембриджі і каплиці Генріха VII у Вестмінстерському абатстві. Втім, Реформація фактично зупинила будівництво церков в Англії і ця зупинка тривала в більшості регіонів країни до 19 століття.
На час ступу Генріха VII на престол замкове будівництво в Англії підійшло до кінця і за правління Тюдорів поширились показно неукріплені заміські будинки і палаци, побудовані з каменю або цегли, яка вперше стала поширеним будівельним матеріалом в Англії саме в цей період. Характерні особливості раннього стилю Тюдор включали величні надбрамні будинки (рудимент замків), сплощені стрілчасті арками в манері перпендикулярної готики, вікна з квадратним верхом, декоративні форми щипців і великі декоративні димоходи. До видатних збережених прикладів палацової архітектури раннього стилю Тюдор належать палаци Гемптон Корт і Лейер-Марні-Тауер.
Протягом 16-го століття класичні риси, позичені з архітектури епохи Відродження в Італії, справляли все більший вплив, спочатку на зовнішній декор, а потіс і на всю форму будівлі, а використання середньовічних рис відповідно занепало. Цей розвиток породив розкішні кам'яні житла або будинки-вундеркінди (англ. Prodigy house), такі як Хардвік-холл і Монтакьют Хаус.

## Відродження стилів

### Архітектура Стюартів

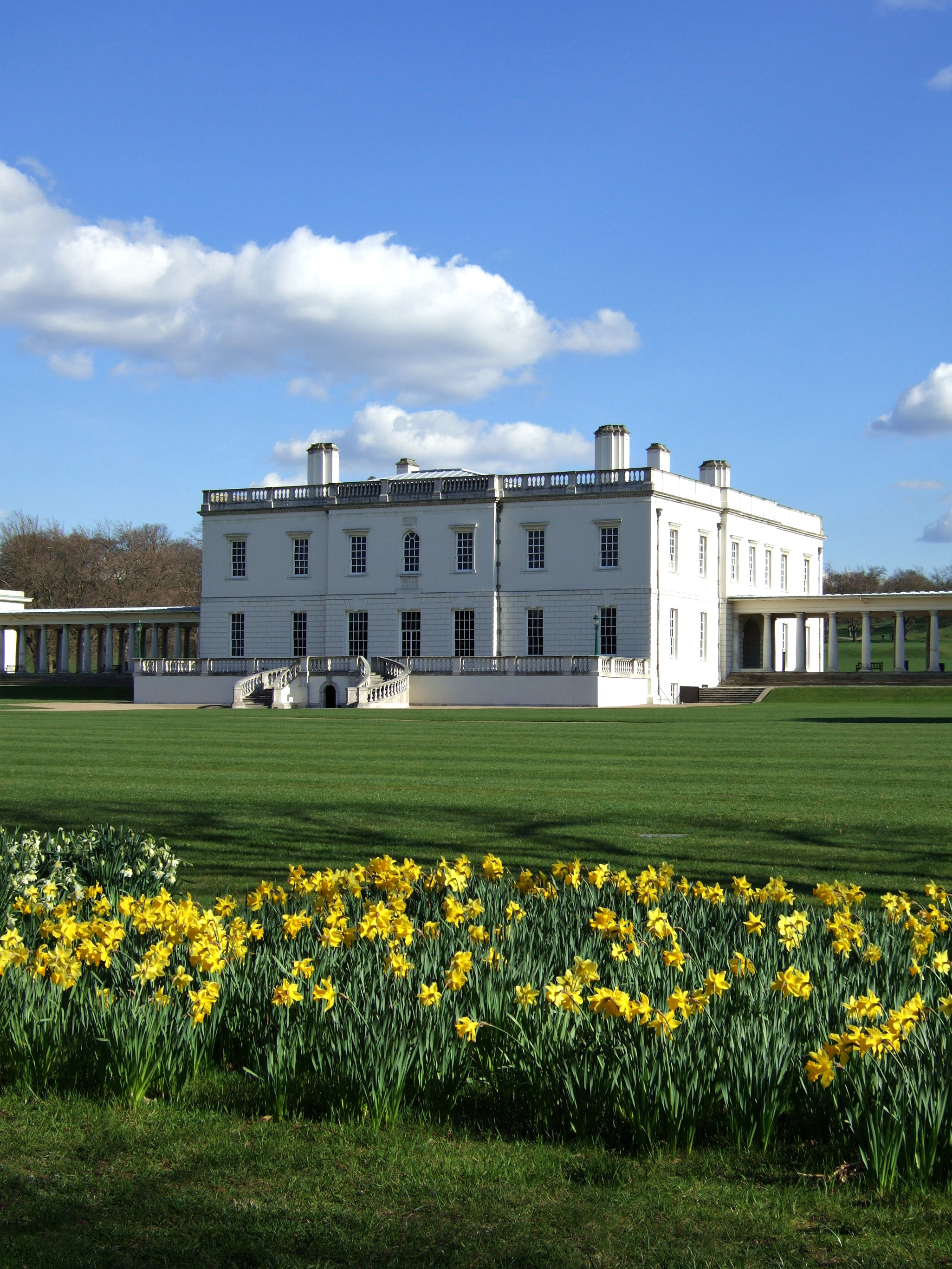
Квінз-гаус, Гринвіч

У 17 столітті подальше просування класичних форм подолало еклектику англійської архітектури епохи Відродження, який поступився місцем більш єдиному стилю, похідному від континентальних зразків, переважно з Італії. Це тягло за собою відступ від структурної вишуканості форм готичної архітектури до форм, похідних від більш примітивних методів будівництва класичної античності. Цей стиль характеризується квадратними або круглими верхівками вікон і дверей, пласкими стелями, колонадами, пілястрами, фронтонами і куполами. Класична архітектура в Англії, як правило, була відносно простою у порівнянні із сучасною їй архітектурою бароко континенту, оскільки на неї впливав насамперед палладіанський стиль Італії. Його вперше привіз до Англії Ініго Джонс, а його типовим прикладом є Квінз-гаус в Гринвічі.

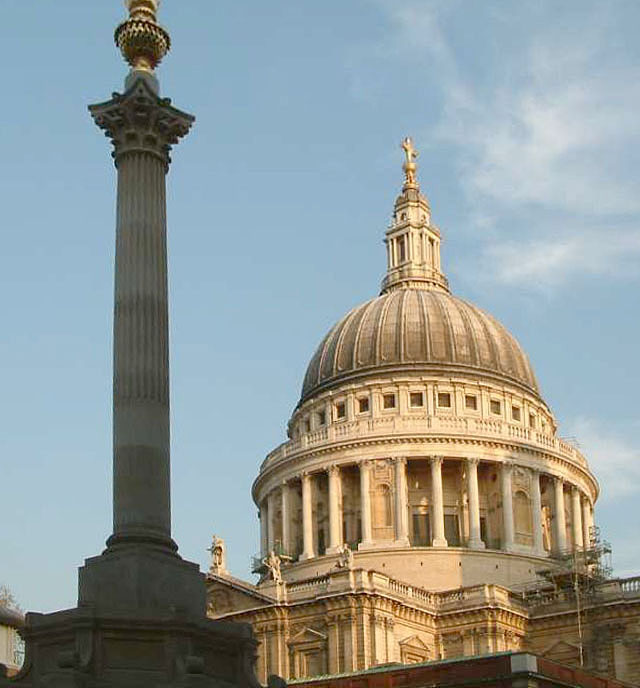
Купол собору Святого Павла, спроєктований сером Крістофером Реном

Велика лондонська пожежа 1666 року спричинила реконструкцію більшості міста, що зробило його єдиною частиною країни, яка побачила значну кількість церковного будівництва між Реформацією і 19 століттям. Сер Крістофер Рен був найнятий, щоб замінити багато зруйнованих церков, але його майстер-план відновлення Лондона в цілому було відкинуто. Церкви Рена ілюструють характерний англійський підхід до церковного будівництва в класичній манері, який великою мірою відкидав куполи, характерні для континентального бароко, і використовував широкий спектр дзвіниць різних форм, експериментальні зусилля у намаганні знайти заміну готичному шпилю в класичному стилі. Однак, купол мав дуже важливе місце в грандіозній будівлі Рена — соборі Святого Павла, єдиному англійському собор, хоча б частково виконаному у подобі класичної традиції.
В кінці 17-го століття в Англію повсюдно проникла архітектура в стилі бароко, варіант класицизму, що характеризується важким і демонстративно складним декором. Величні заміські будинки в стилі бароко почли з'являтися в Англії 1690-ті роки, наприклад Чатсворт-хаус і замок Ховард. Найзначнішими архітекторами англійського бароко після Рена були сер Джон Ванбру і Ніколас Хоксмор, які адаптували стиль бароко до англійських смаків в таких будинках, як Бленгеймський палац, Сітон Делавал Холл і Істон Нестон.

### Георгіанська архітектура

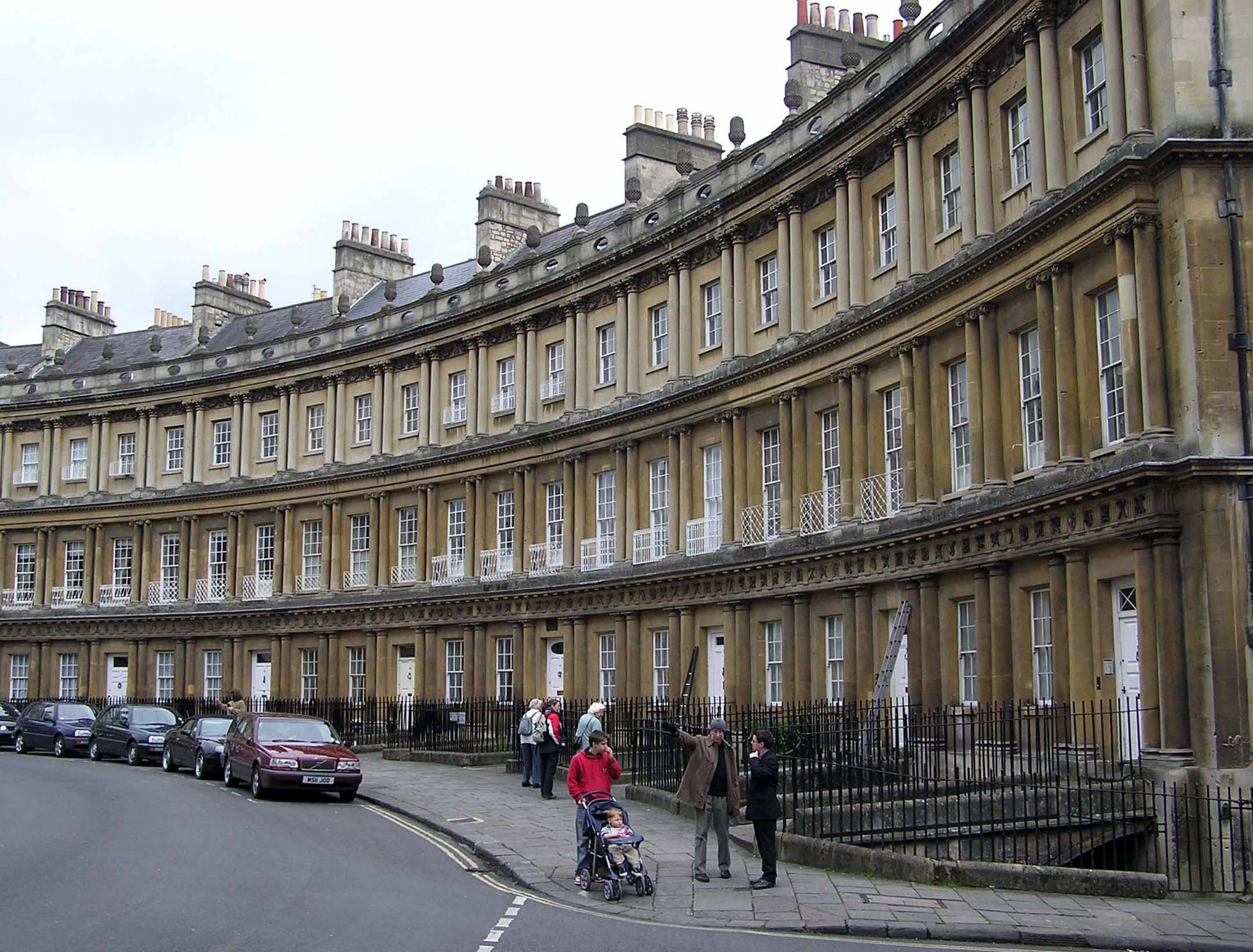
Батський цирк

У 18 столітті відбувся поворот від розкоші бароко до більш суворого підходу до класицизму. Цей зсув спочатку спричинив повернення до італійського палладіанства, яке було характерна для ранніх проявів класичної архітектури в Англії. Пізніша неокласична архітектура все більш і більш ідеалізувала давньогрецькі форми, які розглядалися як класицизм в своїй первісній «чистоті», на відміну від римських форм, тепер розглядалися як вироджені. Заміські будинки, що представляють цей стиль, включають Вобернське абатство і Кедлстон-голл. Цей період також бачив появу все більш планового підходу до розширення міст, а також систематичного та одночасного будівництва цілих вулиць або площ, або навіть цілих районів, що породило нові форми національних будівель, терас і півмісяця, як, наприклад, у Баті і в Блумсбері і Мейфер в Лондоні. Серед відомих архітекторів, які творили у цю епоху, були Роберт Адам, сер Вільям Чемберс, Джон Вуд і Джеймс Ваєтт.

### Вікторіанська архітектура

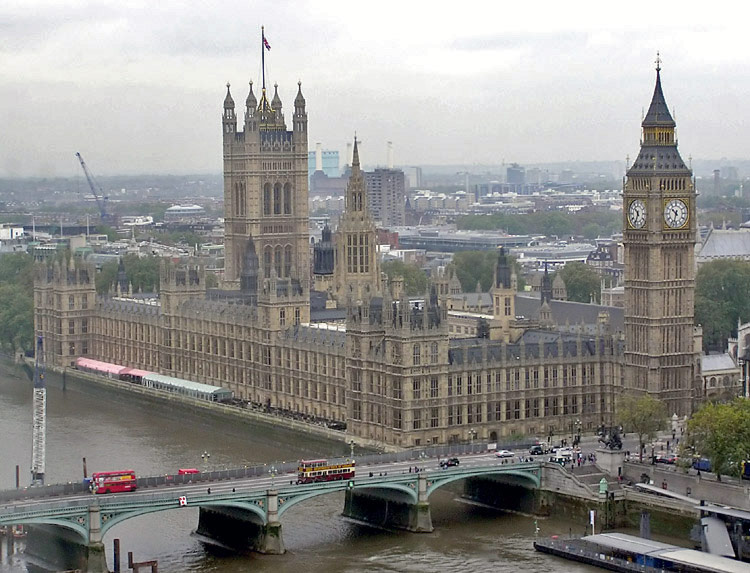
Вестмінстерський палац, завершений в 1870 році. Спроєктований сером Чарльзом Баррі і Огастесом П'юджином

У 19-му столітті відбулося дроблення англійської архітектури: класичні форми продовжували широко застосуватись, але їм кидала виклик серія виразно англійського відродження інших стилів, яка спиралась головним чином на готику, Відродження і народні традиції, але включала також інші елементи. Цей постійний історизм протиставлявся відновленню технічних інновацій, які переважно були в стані невизначеності починаючи з епохи Відродження, але тепер підживлювались новими матеріалами і методами, отриманими від промислової революції, зокрема, використання чавунних і сталевих каркасів, та попитом на нові типи будівель. Швидке зростання і урбанізація населення тягла за собою величезну кількість нового житлового та комерційного будівництва, в той час як ті ж процеси в поєднанні з релігійним відродженням сприяли відновленню широкого церковного будівництва. Механізоване виробництво, залізниці та комунальне господарство потребували нових форм, а нові промислові міста вкладали значні кошти в розкішні цивільні будівлі, а величезне розширення і диверсифікація освітньої та культурно-дозвіллєвої діяльності також ставили нові завдання перед архітектурою.
Неоготика — стиль, який зародився в Англії і чий вплив, за винятком церковного будівництва, був значною мірою обмежений англомовним світом. В невеликих масштабах стиль розпочався у 18 столітті під стимулом романтизму, тенденції, ініційованої будинком Гораса Волпола Стробері-гіл (букв."Полуничний пагорб"). Однак, широке поширення неоготичного будівництва почалося тільки в 19 столітті; на чолі було відновлення церковного будівництва, але стиль поширився і на світське будівництво. Рання неоготична архітектура була примхливою і несистематичною, але у Вікторіанську епоху вона отримала абстрактну строгість і стала стилем, який розвивався під впливом культурних, релігійних і соціальних проблем, які сягали далеко за межі архітектури і вважали готичний стиль і середньовічний спосіб життя шляхом до духовного відродження суспільства. Першим видатним ідеологом цього руху був Огастес П'юджин, який разом з Чарльзом Баррі спроєктував нову будівлю парламенту, найграндіозніший твір вікторіанської готичної архітектури.

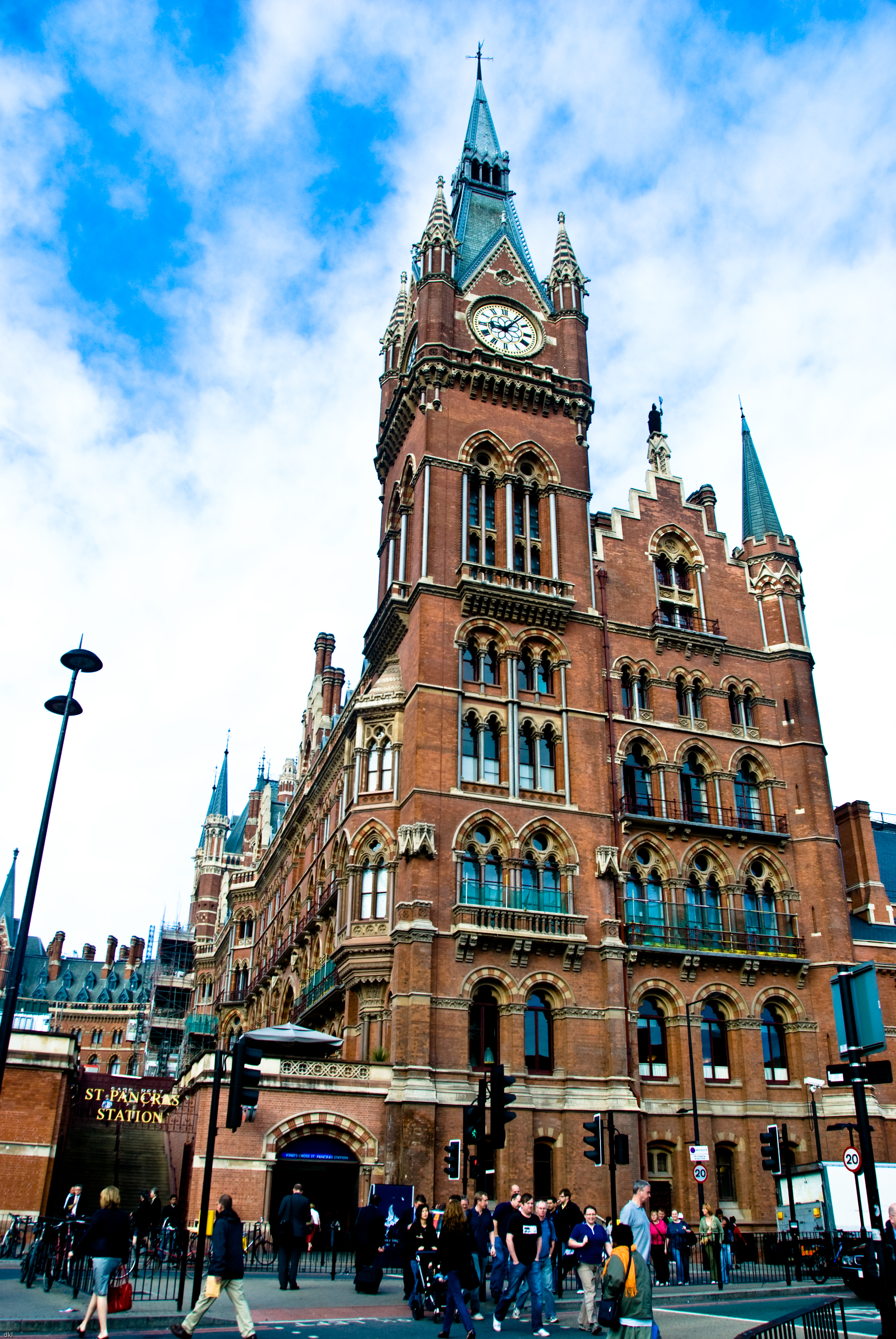
Будівля вокзалу Сент-Панкрас, розроблена Джорджем Гілбертом Скоттом

Стиль перпендикулярної готики будівлі парламенту відображає переважання пізніх форм англійської готики на початку вікторіанської епохи, але вона пізніше поступилася простим ранній англійській або французькій неоготиці, і насамперед стилю, який походив від архітектури середньовічної Італії і країн Бенілюксу. Ця висока вікторіанська готика була обумовлена, головним чином, працями Джона Раскіна, на основі його спостережень будівель Венеції, а її архетипним практиком став церковний архітектор Вільям Баттерфілд. Вона характеризується важкими об'ємно-просторовими рішеннями, обмеженим використанням різьбленого орнаменту або скульптурного декору і акцентом на багатоколірний орнамент, створений завдяки використанню різних кольорів цегли і каменю. Неоготика також сприяла значним зусиллям по відновленню напівзруйнованих середньовічних церков, практики, яка часто виходила за рамки реставрації та включала масштабну реконструкцію, яка за сучасними стандартами вважається «варварською». Найактивніший виразник цієї діяльності був Найпліднішим у цій діяльності був також найплідніший архітектор неоготичних будівель, Джордж Гілберт Скотт, прикладом роботи якого є будівля вокзалу Сент-Панкрас. Іншими провідними архітекторами вікторіанської готики були Дж. Е.Стріт, Дж. Л.Пірсон та Дж. Ф.Бодлі.
У вікторіанський період також відродився інтерес до англійської народної традиції зодчества, який переважно фокусувався довкола житлових будівель і використовував такі прийоми, як напів-фахверк і облицювання плиткою по дерев'яному каркасу. Цей інтерес також було сформовано набагато ширшими ідеологічними міркуваннями, під сильним впливом Вільяма Морріса і «Руху мистецтв і ремесел». В той час як його етика мала багато спільного з неоготикою, він значно менше торкався релігійних тем і був пов'язаний з романтичним соціалізмом і відразою до індустріалізації та міського життя. Наприкінці 19-го століття народні елементи змішалися з формами, запозиченими зроблені з архітектури Англії і країни Бенілюксу часів Відродження та утворили синтез, який назвали «стилем королеви Анни», хоча насправді віг мав дуже мало спільного з архітектурою часів її правління. У той час як деякі архітектори того періоду були ідеологічно обмежені певним стилем (напр, Пьюджин), інші радо переміщувались між стилями. Прикладом такого підходу був Альфред Вотерхаус, чиї праці включали будівлі у романському, готичному стилі і стилі Віродження, а також їх еклектичну суміш.

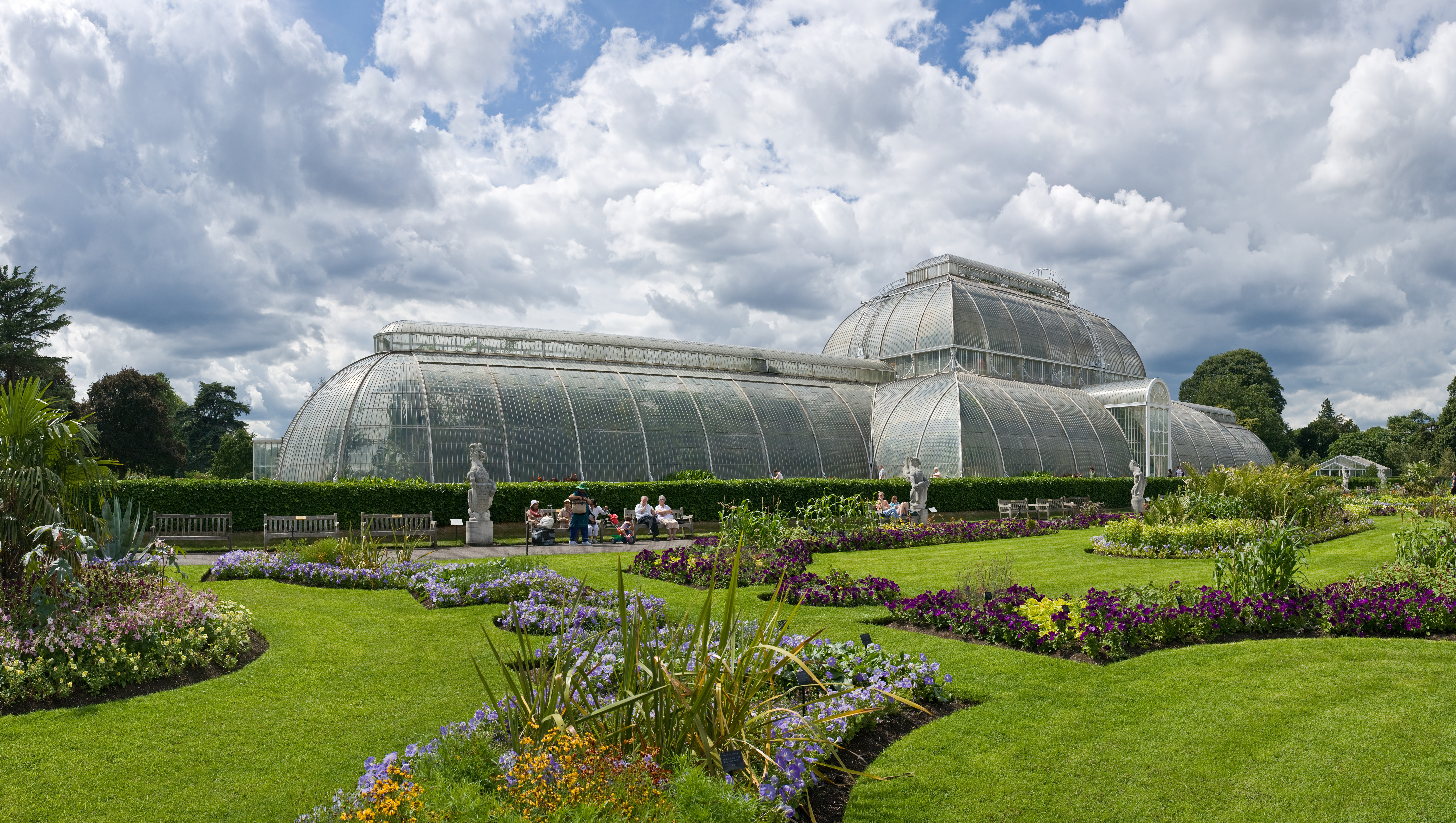
Пальмовий будинок в Кью-Гарденс є яскравим прикладом будівництва теплиць вікторіанської епохи

Нові технології виробництва рамних конструкцій з чавуну і сталі вплинули на багато видів будівель, хоча її використання часто маскується традиційними формами. Особливо вони помітні у двох нових видах будівель, які характеризували вікторіанську архітектуру, — залізничних вокзалах і оранжереях. Найвидатнішим архітектором останніх був Джозеф Пакстон, архітектор Кришталевого Палацу.
У 18 столітті в колонії емігрували небагато англійських архітекторів, але коли Британська Імперія остаточно утвердилась в 19 столітті багато архітекторів на початку своєї кар'єри приймали рішення емігрувати, кілька обрали США, але більшість виїхали в Канаду, Австралію або Нову Зеландію, де відкрилися нові можливості для задоволення зростаючого попиту на будівлі. Зазвичай вони використовували стиль архітектури, модний на час, коли вони покинули Англію, але вже у другій половині століття вдосконалення транспорту і комунікацій дозволило навіть досить віддаленим куточкам Імперії отримати доступ до багатьох видань, напр. фахового журналу «The Builder». Це дозволило колоніальним архітекторам бути в курсі поточної моди, а  впливу англійської архітектури поширитися по всій Британській імперії. Кілька видатних англійських архітекторів 19 століття також робили проєкти, які були виконані архітекторами в різних колоніях. Наприклад, сер Джордж Гілберт Скотт спроєктував Мумбайський університет, а Вільям Баттерфілд спроєктував Собор Святого Петра, Аделаїда.

### Історичні стилі в 20 столітті
Останнім великим представником вільної ренесансної еклектики пізньої вікторіанської епохи був Едвін Лаченс, і його перехід до класичного стилю після 1900 символізував більш широкий відступ від стилістичного бродіння 19 століття до простого і однорідного класицизму, заснованого на георгіанських зразках; цей підхід використовували багато архітекторів початку 20-го століття, зокрема Герберт Бейкер і Реджинальд Блумфілд. Цей неогеоргіанський стиль, хоча і не сильно популярний в наступні десятиліття у архітектурній професії або у архітектурних критиків, залишався популярним у клієнтів і консервативних коментаторів, напр. у Чарльза, Принца Уельського. На житлову архітектуру протягом 20-го століття і далі продовжує сильно впливами гомогенізована версія вікторіанського відродження народних стилів. Деякі архітектори зреагували на модернізм і економічні обставини створеннями урізаних версії традиційних стилів; це добре видно у працях Джайлса Гілберта Скотта.

## Сучасна архітектура

### Інтернаціональний стиль
Інтернаціональний стиль (також знаний як модернізм) утворився як реакція на світ перед першою світовою війною, в тому числі історичні архітектурні стилі. Стилістично він був функціональним, запозичуючи у об'єктів, які були розроблені для конкретних цілей, таких як океанські лайнери. Він виник як ідея з континентальної Європи, але становив інтерес для деяких англійських архітекторів. Однак лише приїзд архітекторів-емігрантів, таких як Мендельсон і Любеткін, зміцнив позиції сучасної архітектури в Англії.
Бомбардування англійських міст у Другу світову війну створило дефіцит житла у повоєнні роки. Для задоволення потреби були збудовані багато тисяч (а може і сотні тисяч) муніципальних будинків у псевдо-народному стилі, які дали робочому класу їх перший досвід приватного саду і внутрішньо-домових санітарних зручностей. Потреба також була частково задоволена фабрично виготовленими будинками, які стали основою стилю «Pre-fab».

### Архітектура бруталістів

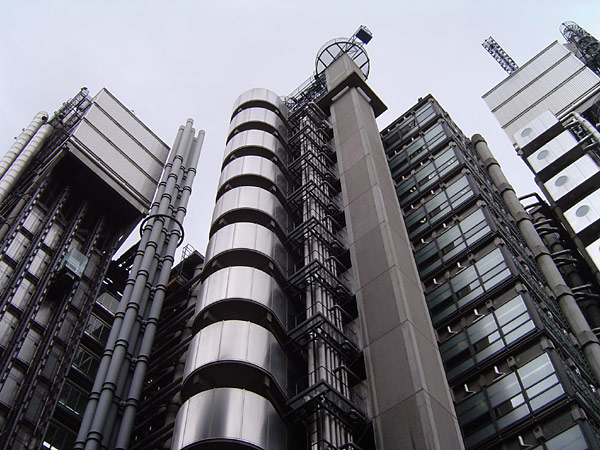
Будівля Ллойда, Лондонське Сіті. Спроєктована Річардом Роджерсом. Кінець 20-го століття

Відбудова після Другої Світової Війни мала серйозний вплив на англійську архітектуру. Аскетизм після війни означав, що вартість була в основі багатьох дизайнерських рішень. Але виникли і значні архітектурні рухи, одним з яких був бруталізм. Його зовнішній вигляд був наслідком бажання висловити, як будуються будівлі, наприклад, шляхом використання голого бетону. Значні будівлі у стилі «нового бруталізму» — будівля Економіст, Галерея Хейворд, Барбікан-центр і Королівський національний театр.

### Високотехнологічна архітектура
Високотехнологічна архітектура з'явилася як спроба пожвавити мову модернізму; вона черпає натхнення з технологій для створення нового архітектурного вираження. «Теоретичні» роботи Архіграму стали значним натхненням для руху хайтек. Хай-тек архітектура переважно пов'язана з нежитловими будівлями, можливо, через технологічну образність. Два найвідоміші прихильники стилю — Річард Роджерс і Норман Фостер. Найкультовішою англійською будівлею Роджерса є будинок Ллойда, розташований неподалік найвідомішої будівлі Фостера — Сент-Мері Екс 30 (на прізвисько «огірок»). Їх вплив триває і в нинішньому столітті.

### Архітектура постмодерну
Постмодерна архітектура також з'явилася як спроба збагатити архітектуру модернізму. Особливо вона була модна в 1980-х роках, коли модернізм став непопулярним, асоціюючим з «велфер»-державою. Багато торгових центрів та офісних комплексів, наприклад Броадгейт, використовували цей стиль. Відомими архітекторами стилю були Джеймс Стерлінг і Террі Фаррелл, хоча Фаррел повернувся до модернізму в 1990-х роках. Показовим прикладом постмодернізму є крило Сейнсбері Національної галереї роботи Роберта Вентурі.

### Сучасна архітектура
Значні недавні будівлі, в різних стилях, включають: Вілл Олсоп: бібліотека Пекхам та станція метро Норт Гринвіч; Девід Чипперфілд: Музей ріки та греблі та Хепворт Вейкфілд; Future Systems: Лордс Медіацентр, будівля Selfridges у Бірмінгемі; Заха Хадід: лондонський Центр водних видів спорту; Ян Сімпсон: Вежа Beetham у Манчестері та вежа Beetham у Бірмінгемі .